# Dongdaemun-gu
Pour les articles homonymes, voir Dongdaemun (homonymie).
Dongdaemun-gu (hangeul : 동대문구 ; hanja : 東大門區) est un arrondissement (gu) de Séoul situé au nord du fleuve Han.

## Quartiers (dong)
Dongdaemun est divisé en 22 quartiers (dong), en date du 11 août 2008 :
- Cheongnyangni-dong
- Dapsimni 1-dong
- Dapsimni 2-dong
- Dapsimni 3-dong
- Dapsimni 4-dong
- Hoegi-dong
- Hwigyeong 1-dong
- Hwigyeong 2-dong
- Imun 1-dong
- Imun 2-dong
- Imun 3-dong
- Jangan 1-dong
- Jangan 2-dong
- Jangan 3-dong
- Jangan 4-dong
- Jegi 1-dong
- Jegi 2-dong
- Jeonnong 1-dong
- Jeonnong 2-dong
- Jeonnong 3-dong
- Sinseol-dong
- Yongdu-dong